# PLET1
PLET1 (англ. Placenta expressed transcript 1) – білок, який кодується однойменним геном, розташованим у людей на 11-й хромосомі. Довжина поліпептидного ланцюга білка становить 207 амінокислот, а молекулярна маса — 23 385.
| 10         |  | 20         |  | 30         |  | 40         |  | 50         |
| ---------- |  | ---------- |  | ---------- |  | ---------- |  | ---------- |
| MAVFHDMLLQ |  | PLGMFLCLSL |  | QLSSATFIRY |  | SSTCFTFDEY |  | YTITLDIKAS |
| SHIYESNAVY |  | SVFVPVNDSV |  | YAVVMKTLDE |  | NSDSAGLWQR |  | ADKNCYSNST |
| YYVKDQYMTV |  | LEAQWQAPEP |  | ENITEVEIQA |  | FTVQIRALPI |  | LSTLKLREKL |
| STLALAAKIP |  | QSSAFKPFFM |  | ITPKSIRLEG |  | LANQVFSSPI |  | TEAIYILLAF |
| LTSTLLF    |  |            |  |            |  |            |  |            |

A: Аланін

C: Цистеїн

D: Аспарагінова кислота

E: Глутамінова кислота

F: Фенілаланін

G: Гліцин

H: Гістидин

I: Ізолейцин

K: Лізин

L: Лейцин

M: Метіонін

N: Аспарагін

P: Пролін

Q: Глутамін

R: Аргінін

S: Серин

T: Треонін

V: Валін

W: Триптофан

Кодований геном білок за функцією належить до ліпопротеїнів. 
Задіяний у такому біологічному процесі, як диференціація клітин. 
Локалізований у клітинній мембрані, мембрані.